# Liste der Flaggen im Landkreis Sigmaringen
Diese Liste beinhaltet alle Flaggen im Landkreis Sigmaringen in Baden-Württemberg, inklusive historischer Flaggen.
In Baden-Württemberg werden zweibahnige Flaggen verliehen, deren Farben den Wappenfarben entsprechen. Dabei wird oft als erste Farbe der Flagge (links vom Betrachter) die Farbe der Wappenfigur und als zweite Farbe die des Wappengrundes genommen. Flaggen, die vor Inkrafttreten der deutschen Gemeindeordnung 1935 geführt wurden, dürfen beibehalten werden, auch wenn diese nicht den heutigen Bestimmungen in Baden-Württemberg entsprechen.

## Landkreis Sigmaringen
| Landkreis             | Flagge | Kommentare |
| Landkreis Sigmaringen |        | Wappen am 9. Juni 1978 vom Regierungspräsidium Tübingen verliehen: „In Rot über einem erniedrigten silbernen (weißen) Balken ein schreitender goldener (gelber) Hirsch.“ Flagge: Gelb-Rot. |

## Flaggen der Städte im Landkreis Sigmaringen
| Stadt         | Flagge | Kommentare |
| Bad Saulgau   |        | Löwe und Säule erscheinen im ältesten, in Abdruck von 1273 belegten Siegel. Erste farbige Wappenabbildung stammt aus 1483. Dreiberg am 25. Juni 1925 hinzugefügt: „In Silber (Weiß) auf grünem Dreiberg ein blau bewehrter und blau bezungter roter Löwe, der sich an einer aus dem Unterrand emporkommenden schwarzen Säule aufrichtet.“ Flagge: Rot-Weiß. |
| Gammertingen  |        | Ältestes, dem späten 14. Jahrhundert entstammendes, in Abdrücken von 1412 bis ins 19. Jahrhundert hinein belegtes Siegel zeigt nicht identifizierbares, aufgerichtetes vierbeiniges Tier vor aufrechter Hirschstange. Farbige Wappenzeichnung von 1535 zeigt blauen Löwen und schwarze Hirschstange. Wappen in heutiger Form mit Flagge am 19. Januar 1965 vom Innenministerium verliehen: „In Silber (Weiß) nebeneinander eine aufrechte blaue Hirschstange und ein rot bewehrter und rot bezungter blauer Löwe.“ Flagge: Blau-Weiß.          |
| Hettingen     |        | Wappen und Flagge am 6. Oktober 1977 vom Landratsamt Sigmaringen verliehen: „In gespaltenem Schild vorne in Grün ein aufgerichteter goldener (gelber) Löwe, hinten in Silber (Weiß) zwei verschlungene grüne Ringe übereinander.“ Flagge: Gelb-Grün. |
| Mengen        |        | Löwe und Mond erscheinen in Siegel aus 1281. Stern im 16. Jahrhundert dazugekommen: „In gespaltenem Schild vorne in Rot auf grünem Dreiberg ein linksgewendeter goldener (gelber) Löwe, hinten in Silber (Weiß) vor einem zunehmenden roten Mond mit Gesicht ein sechsstrahliger roter Stern.“ Flagge: Weiß-Rot. |
| Meßkirch      |        | Wappen der Grafen von Zimmern erscheint seit deren Übernahme im Jahre 1351 in den Stadtsiegeln: „In Blau ein dreischwänziger, rot bezungter goldener (gelber) Löwe, der in den Pranken einen halbkreisförmig vorgebogenen roten Schaft hält, an dem zwischen den Pranken das silberne (weiße) Blatt einer Hellebarde befestigt ist.“ Flagge: Gelb-Blau-Gelb. |
| Pfullendorf   |        | Reichsadler erscheint im ältesten, in Abdruck von 1271 belegten Siegel: „In Gold (Gelb) ein rot bewehrter und rot bezungter schwarzer Adler.“ Flagge: Rot-Weiß. |
| Scheer        |        | Heutige Wappenfiguren erscheinen im ältesten, in Abdruck von 1310 belegten Siegel. Stern in Siegeln des 15. bis 19. Jahrhunderts durch Rosen ersetzt. Fisch seit 1925 zeitweilig in blauem Schildhaupt dargestellt. Festlegung des Wappens in heutiger Form am 24. März 1969 vom Innenministerium zur Kenntnis genommen: „In Rot unter einem silbernen (weißen) Fisch (Huchen) eine mit den geöffneten Schneiden nach oben gekehrte silberne (weiße) Schneiderschere, darunter ein sechsstrahliger goldener (gelber) Stern.“ Flagge: Blau-Rot. |
| Sigmaringen   |        | Heutige Wappenfiguren erscheinen in Siegelabdruck aus 1316: „In Rot ein stehender goldener (gelber) Hirsch, oben rechts ein sechsstrahliger goldener (gelber) Stern.“ Flagge: Gelb-Rot. |
| Veringenstadt |        | Ältestes, in Abdrücken seit 1357 belegtes Siegel zeigt Löwen vor aufgerichteter Hirschstange. Nach mehreren Abwandlungen ist heutige Form des Wappens seit 1947 endgültig: „In Gold (Gelb) unter einer liegenden roten Hirschstange ein roter Löwe.“ Flagge: Rot-Gelb. |

## Flaggen der Gemeinden im Landkreis Sigmaringen
| Gemeinde                | Flagge | Kommentare |
| Beuron                  |        | Wappen und Flagge am 28. April 1982 vom Landratsamt Sigmaringen verliehen: „In einem im Wellenschnitt schräglinks geteilten Schild oben in Blau ein silberner (weißer) Widderkopf mit goldenem (gelbem) Gehörn im Visier, unten in Gold (Gelb) der blaue Kleinbuchstabe b, dessen Schaft in einem Kreuz endet.“ Flagge: Blau-Gelb. |
| Bingen                  |        | Wappen und Flagge am 31. Mai 1958 vom Innenministerium verliehen: „In geteiltem Schild oben in Gold (Gelb) zwei schräglinke rote Leisten, dazwischen drei, außen je zwei sechsstrahlige rote Sterne, unten in Rot ein stehender goldener (gelber) Hirsch.“ Flagge: Rot-Gelb. |
| Herbertingen            |        | Wappen am 6. November 1682 vom Kaiser Leopold I. verliehen: „In Blau auf grünem Dreiberg ein aufgerichteter goldener (gelber) Hirsch, im Maul einen im Wechsel silbern (weiß) und rot befiederten schwarzen Pfeil haltend.“ Flagge: Weiß-Blau. |
| Herdwangen-Schönach     |        | Wappen und Flagge am 29. August 1983 vom Landratsamt Sigmaringen verliehen: „Von Schwarz und Silber (Weiß) erhöht schräglinks geteilt, in Schwarz ein sechsstrahliger silberner (weißer) Stern und eine nach der Teilung verlaufende silberne (weiße) Leiste, in Silber (Weiß) auf grünem Hügel eine zweitürmige rote Burgruine, links oben ein sechsstrahliger schwarzer Stern.“ Flagge: Rot-Weiß.                                                         |
| Hohentengen             |        | Wappen am 6. November 1682 vom Kaiser Leopold den Ammännern und Gerichten des Amts Hohentengen verliehen: „In Schwarz ein aufgerichteter, doppelschwänziger, rot bezungter goldener (gelber) Löwe, mit den Vorderpranken ein rotes Schildchen, darin ein silberner (weißer) Balken, haltend.“ Flagge: Rot-Weiß. |
| Illmensee               |        | Wappen seit dem Jahre 1901 in Gebrauch: „In Rot über einem goldenen (gelben) Dreiberg ein springender silberner (weißer) Fisch.“ Flagge: Gelb-Rot. |
| Inzigkofen              |        | Wappen am 27. Juni 1955, Flagge am 2. Januar 1968 vom Innenministerium verliehen: „In geteiltem Schild oben in Silber (Weiß) ein golden (gelb) bewehrter, rot bezungter schwarzer Eberkopf, unten in Rot ein stehender goldener (gelber) Hirsch.“ Flagge: Schwarz-Weiß. |
| Krauchenwies            |        | Wappen am 28. Januar 1949 vom Innenministerium Württemberg-Hohenzollern, Flagge am 31. Juli 1968 vom Innenministerium Baden-Württemberg verliehen: „In geteiltem Schild oben in Silber (Weiß) auf grünem Dreiberg eine viersprossige rote Leiter, unten in Rot ein stehender goldener (gelber) Hirsch.“ Flagge: Rot-Weiß. |
| Leibertingen            |        | Wappen und Flagge am 6. August 1976 vom Landratsamt Sigmaringen verliehen: „In Gold (Gelb) mit von Silber (Weiß) und Blau in doppeltem Wolkenschnitt geteiltem Bord ein schreitender roter Hirsch.“ Flagge: Rot-Gelb. |
| Neufra                  |        | |
| Ostrach                 |        | Wappen der alten Gemeinde im Jahre 1947 verliehen, der neuen Gemeinde mit Flagge am 18. April 1978 vom Landratsamt Sigmaringen verliehen: „In geteiltem Schild oben in Silber (Weiß) eine schräg gelegte rote Speerspitze, unten in Schwarz ein doppelreihig von Rot und Silber (Weiß) geschachter Schrägbalken (Zisterzienserbalken).“ Flagge: Rot-Weiß.                                                                                                   |
| Sauldorf                |        | Wappen und Flagge am 28. Juni 1983 vom Landratsamt Sigmaringen verliehen: „In einem durch Wellenschnitt von Silber (Weiß) und Blau geteilten Schild oben ein schräger blauer Schlüssel, dessen Bart aus drei linksgewendeten Haken besteht; unten ein schwimmender, flugbereiter silberner (weißer) Schwan.“ Flagge: Blau-Weiß. |
| Schwenningen            |        | Wappen im Jahre 1896 angenommen. Flagge am 29. August 1983 vom Landratsamt Sigmaringen verliehen: „In Gold (Gelb) ein schwarzer Zickzackbalken mit drei nach unten weisenden Zacken.“ Flagge: Schwarz-Gelb. |
| Sigmaringendorf         |        | Wappen am 28. Januar 1949 vom Innenministerium Württemberg-Hohenzollern, Flagge am 5. Oktober 1978 vom Landratsamt Sigmaringen verliehen: „In geteiltem Schild oben von Rot und Gold (Gelb) schräglinks geteilt, darunter ein goldener (gelber) Hammer und goldener (gelber) Schlägel schräg gekreuzt, darunter eine liegende rote Pflugschar (neuere Form), in der roten unteren 4 Schildhälfte ein stehender goldener (gelber) Hirsch.“ Flagge: Gelb-Rot. |
| Stetten am kalten Markt |        | Wappen und Flagge am 17. August 1978 vom Landratsamt Sigmaringen verliehen: „In von Silber (Weiß) und Rot geviertem Schild ein durchgehendes, geschliffenes, von Rot und Silber (Weiß) geviertes Kreuz.“ Flagge: Weiß-Rot. |
| Wald                    |        | Entwurf des Wappens aus 1930 von der Gemeinde angenommen und vom Landrat in Sigmaringen genehmigt. Flagge am 6. August 1976 vom Landratsamt Sigmaringen verliehen: „In gespaltenem Schild vorne in Schwarz ein doppelreihig von Rot und Silber (Weiß) geschachter Schrägbalken (Zisterzienserbalken), hinten in Silber (Weiß) auf grünem Dreiberg eine rote Fenster-Raute (Weck).“ Flagge: Weiß-Schwarz.                                                    |